# Scharlatan Theater
Das Scharlatan Theater wurde 1985 von Ali Wichmann und Deed Knerr in Hamburg gegründet. Es ist eines der größten Unternehmenstheater in Deutschland.

## Geschichte
Als Initialzündung der Theatergründung sieht Wichmann, Maschinenbauer mit Staatsexamen in Philosophie, das Engagement seiner damaligen Straßentheatertruppe durch die Stadtreinigung Westberlins im Jahr 1985, wodurch die Stadtreinigung beabsichtigte, den Mitarbeitern den höflichen Umgang mit Passanten zu zeigen. Das erste Bühnenprogramm des in Hamburg neu gegründeten Theaters war Nepal von Urs Widmer. Im Jahr 1989 erfolgte der Umzug in die ersten eigenen Theaterräume und 1997 die Fokussierung auf den Bereich Unternehmenstheater. 2007 erreichte das Theater 300 Auftritte innerhalb eines Jahres.
Das Theater hat (Stand: 2015) 15 fest angestellte Mitarbeiter und über 40 freie Mitarbeiter und produziert durchschnittlich 150 Unternehmenstheater-Projekte im Jahr. Matthias Simon, verantwortlicher Leiter für den Bereich Workshop und Training am Scharlatan Theater, bezeichnet es als das älteste und größte Unternehmenstheater in Deutschland.
Das Theater hat (Stand: 2020) 17 fest angestellte Mitarbeiter. Ein Team von Beratern, Kreativen und Trainern bieten ein ganzheitliches Konzept für die Organisations- und Mitarbeiterentwicklung an. 
Die Academy des Scharlatan Theaters wird zu einem wichtigen Anbieter von theatergestützten Seminaren und Workshops für Führungskräfte, Mitarbeiter und Menschen, die sich selbst fördern wollen. Die Methode, aus Softskills Valueskills zu machen erfährt in Unternehmen und Organisationen immer stärkere Akzeptanz.

## Auszeichnungen
- „Künstler des Jahres 1996“, Künstlermagazin[5]